# Serica olivacea
Serica olivacea är en skalbaggsart som beskrevs av Brenske 1896. Serica olivacea ingår i släktet Serica och familjen Melolonthidae. Inga underarter finns listade i Catalogue of Life.